# Extinción lingüística

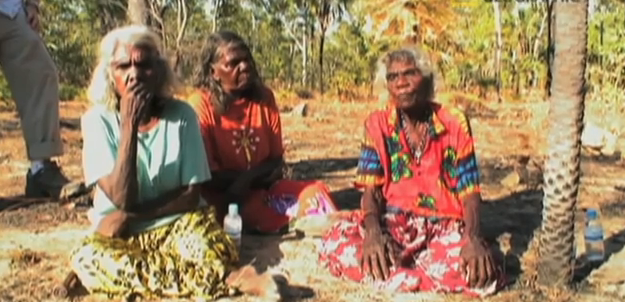
Los últimos tres hablantes de Magati Ke

La muerte de una lengua se produce cuando una lengua pierde a su último hablante nativo. Por extensión, la extinción lingüística se produce cuando la lengua ya no es conocida, incluso por los hablantes de una segunda lengua, cuando pasa a ser conocida como lengua extinta. Un término relacionado es linguicidio, la muerte de una lengua por causas naturales o políticas y, raramente, glotofagia, la absorción o sustitución de una lengua menor por una lengua mayor.
La muerte de un idioma o dialecto es un proceso en el que el nivel de competencia lingüística de una comunidad de hablantes en su variedad lingüística disminuye, eventualmente conllevando a que no haya hablantes nativos o fluidos de dicha variedad lingüística. La muerte de la lengua puede afectar cualquier forma de idioma, incluidos dialectos. La extinción lingüística no debe confundirse con una erosión lingüística (también llamado pérdida de la lengua), que describe la pérdida de dominio de la lengua materna de un individuo.
En la época moderna (c. 1500 CE –presente), la extinción lingüística ha sido típicamente el resultado de la asimilación cultural que conduce al cambio de lengua. Ello causa el abandono gradual de una lengua nativa en favor de una lengua franca extranjera, principalmente la de los países europeos.
En los años 2000, existían en todo el mundo un total de aproximadamente 7.000 lenguas nativas. La mayoría de ellas son lenguas menores en peligro de extinción. Una estimación publicada en 2004 anticipaba que alrededor del 90% de las lenguas habladas actualmente se habrán extinguido para 2050. Ethnologue registró 7.358 lenguas vivas conocidas en 2001,pero el 20 de mayo de 2015, Ethnologue informó de sólo 7.102 lenguas vivas conocidas; y el 23 de febrero de 2015, Ethnologue informó de 7.097 lenguas vivas conocidas.

## Tipos
La muerte del lenguaje suele ser el resultado de un cambio de lenguaje y puede manifestarse de una de las siguientes maneras:
- Muerte gradual de las lenguas: la forma más común en que mueren las lenguas. [13] Generalmente ocurre cuando las personas que hablan ese idioma interactúan con hablantes de un idioma de mayor prestigio. Este grupo de personas primero se vuelve bilingüe, luego con las nuevas generaciones el nivel de competencia disminuye y finalmente no existen hablantes nativos.[14]
- Muerte de la lengua de abajo hacia arriba: ocurre cuando la lengua comienza a usarse únicamente con fines religiosos, literarios y ceremoniales, pero no en un contexto informal. (Como en latín o avéstico ).
- Muerte lingüística de arriba abajo: ocurre cuando el cambio de lengua comienza en un entorno de alto nivel, como el gobierno, pero aún continúa utilizándose en un contexto informal.
- Muerte radical de una lengua: la desaparición de una lengua cuando todos sus hablantes dejan de hablarla debido a amenazas, presiones, persecución o colonización.
- Linguicidio (también conocido como muerte súbita, genocidio de lengua, muerte de lengua física y muerte de lengua biológica): ocurre cuando todos o casi todos los hablantes nativos de esa lengua mueren a causa de desastres naturales, guerras, etc. En el caso del linguicidio y la muerte radical, La muerte de la lengua es muy repentina, por lo tanto, la comunidad de hablantes se salta la fase de semihablante donde comienzan a ocurrir cambios estructurales en las lenguas. Los idiomas simplemente desaparecen. [15]
- Desgaste lingüístico: la pérdida de dominio de un idioma a nivel individual.[16]
- Muerte de todos los hablantes: La muerte de todos los hablantes nativos en una comunidad de habla. La muerte de todos los hablantes puede ocurrir a través de guerras, genocidios, enfermedades epidémicas y desastres naturales.
- Cambio en la tierra de una comunidad de habla: esto ocurre cuando los miembros de una comunidad de habla abandonan sus tierras o comunidades tradicionales y se mudan a pueblos con diferentes idiomas. Por ejemplo, en una pequeña comunidad aislada de Nueva Guinea, los jóvenes de la comunidad se trasladan a las ciudades en busca de mejores oportunidades económicas. [17] El movimiento de personas pone en peligro la lengua materna porque cada vez más niños se vuelven bilingües, lo que hace que la lengua sea más difícil de transmitir a las generaciones futuras.
- Contacto y choque cultural: El contacto y el choque cultural afectan lo que la comunidad siente acerca de la lengua nativa. El contacto cultural, económico y político con comunidades que hablan diferentes idiomas son factores que pueden alterar la actitud de una comunidad hacia su propio idioma. [17]

El proceso más común que conduce a la muerte de una lengua es aquel en el que una comunidad de hablantes de una lengua se vuelve bilingüe con otra lengua y gradualmente cambia su lealtad a la segunda lengua hasta que dejan de usar su lengua original y heredada. Este es un proceso de asimilación cultural que puede ser voluntario o forzado a una población. Los hablantes de algunas lenguas, en particular las lenguas regionales o minoritarias, pueden decidir abandonarlas por razones económicas o utilitarias, en favor de lenguas que se consideran de mayor utilidad o prestigio.
Las lenguas con una población de hablantes pequeña y geográficamente aislada pueden morir cuando sus hablantes son aniquilados por un genocidio, una enfermedad o un desastre natural.

## Definición
Con frecuencia se declara que una lengua está muerta incluso antes de que haya muerto el último hablante nativo de la lengua. En otros casos, si sólo quedan unos pocos hablantes ancianos de una lengua y ya no la utilizan para comunicarse, entonces la lengua está efectivamente muerta. Una lengua que ha alcanzado un nivel de uso tan reducido generalmente se considera moribunda. La mitad de los idiomas hablados en el mundo no se enseñan a las nuevas generaciones de niños.  Una vez que una lengua deja de ser una lengua materna (es decir, si no se socializa a ningún niño en ella como lengua primaria), el proceso de transmisión finaliza y la lengua en sí no sobrevivirá más allá de las generaciones vivas.
La muerte de la lengua rara vez es un evento repentino, sino un proceso lento en el que cada generación aprende cada vez menos de la lengua hasta que su uso queda relegado al dominio del uso tradicional, como en la poesía y la canción. Normalmente, la transmisión del idioma de adultos a niños se vuelve cada vez más restringida, hasta el punto final de que los adultos que hablan el idioma criarán niños que nunca adquirirán fluidez. Un ejemplo de cómo este proceso llega a su conclusión es el de la lengua dálmata.

## Consecuencias sobre la gramática
Durante la pérdida de la lengua, a veces denominada obsolescencia en la literatura lingüística, el idioma que se está perdiendo generalmente sufre cambios progresivos a medida que los hablantes hacen que su lengua se parezca más a la lengua dominante. A menudo los hablantes reemplazan elementos de su propia lengua con algo del idioma hacia la que se dirigen. Además, si su lengua de herencia tiene un elemento que la nueva lengua no tiene, los hablantes suelen abandonarlo. Parte de los elementos que progresivamente se van extinguiendo incluyen:
- sobregeneralización;
- subgeneralización;
- pérdida de contrastes fonológicos ;
- variabilidad;
- cambios en el orden de las palabras ;
- pérdida morfológica, como la que se observó en el gaélico escocés en East Sutherland, Escocia (Dorian: 1978), ya que los hablantes fluidos todavía usaban la formación plural histórica, mientras que los semihablantes usaban sufijos simples o no incluían ninguna formación plural en absoluto;
- la morfosintaxis sintética puede volverse cada vez más analítica ;
- pérdida sintáctica (es decir , categorías léxicas, construcciones complejas);
- relexificación ;
- pérdida de productividad en la formación de palabras;
- pérdida de estilo, como la pérdida del discurso ritual; [21]
- nivelación morfológica ; [22]
- nivelación analógica.

## Consecuencias para las comunidades indígenas
Dentro de las comunidades indígenas, la muerte de la lengua tiene consecuencias para los individuos y las comunidades en su conjunto. Se han establecido vínculos o consecuencias sobre la salud (tanto física como mental) y la muerte de su lengua tradicional. El idioma es una parte importante de su identidad y como tal suele estar vinculado a su bienestar. 
Un estudio realizado sobre las tasas de suicidio de jóvenes aborígenes en Canadá encontró que las comunidades indígenas en las que la mayoría de sus miembros hablan el idioma tradicional exhiben tasas de suicidio bajas, en comparación con tasas de suicidio seis veces más altas en grupos donde menos de la mitad de sus miembros se comunican en su idioma ancestral. 
También se realizó otro estudio sobre los pueblos aborígenes de Alberta, Canadá, y se encontró un vínculo entre su conocimiento del idioma tradicional y la prevalencia de la diabetes. Cuanto mayor era el uso de su lengua tradicional, menor era la prevalencia de diabetes en sus comunidades.

## Revitalización del idioma
La revitalización de un idioma es un intento de frenar o revertir la extinción lingüística.Para prevenir la muerte de varias lenguas se ha llevando a cabo programas de revitalización en muchos idiomas con tenido distintos grados de éxito.
La recuperación del idioma hebreo en Israel es el único ejemplo de la adquisición de nuevos primeros hablantes de una lengua después de que se extinguió en el uso cotidiano durante un período prolongado, utilizándose durante ese período únicamente como lengua litúrgica.El resurgimiento de una lengua clínicamente muerta es poco probable sin la fertilización cruzada de la(s) lengua(s) materna(s) de los revivalistas. 
Otros casos de revitalización de lenguas que han tenido cierto éxito son el irlandés, el galés, el vasco, el hawaiano, el cherokee y el navajo.[cita requerida]
Las razones para la revitalización de la lengua varían: pueden incluir peligro físico que afecta a aquellos cuya lengua está muriendo, peligro económico como la explotación de recursos naturales, peligro político como el genocidio o peligro cultural como la asimilación cultural. Las Naciones Unidas (ONU) estiman que más de la mitad de las lenguas que se hablan hoy tienen menos de 10.000 hablantes y que una cuarta parte tiene menos de 1.000 hablantes; y que, a menos que se hagan algunos esfuerzos para mantenerlos, en los próximos cien años la mayoría de ellos se extinguirán. Estas cifras se citan a menudo como razones por las que la revitalización del idioma es necesaria para preservar la diversidad lingüística. La cultura y la identidad también son razones citadas con frecuencia para la revitalización de la lengua, cuando una lengua se percibe como un "tesoro cultural" único.  Una comunidad a menudo ve el idioma como una parte única de su cultura, que los conecta con sus antepasados o con la tierra, y constituye una parte esencial de su historia y su propia imagen. 

## Factores que previenen la muerte del lenguaje
Google lanzó el Proyecto Lenguas en Peligro de Extinción destinado a ayudar a preservar las lenguas que están en riesgo de extinción. Su objetivo es recopilar información actualizada sobre lenguas en peligro de extinción y compartir las últimas investigaciones sobre ellas.